# Andrejs Mamikins
Andrejs Mamikins, né le 11 mars 1976 à Leningrad, est un journaliste et un homme politique letton, membre du Parti social-démocrate « Harmonie ».
Le 24 mai 2014, il est élu député européen.